# Midtown Tower
La Torre Midtown es un rascacielos ubicado en Tokio, Japón, el rascacielos cuenta con 54 plantas hacia arriba y 6 subterráneas.
El rascacielos se encuentra en el complejo de Midtown en Tokio, este es el rascacielos más alto del complejo y también es el septimo más alto de Tokio, sin embargo al inaugurarse era el segundo rascacielos más alto del Gran Tokio siendo solo superado por la Landmark Tower en Yokohama.

## Instalaciones
Las 54 plantas del rascacielos son utilizados de diferente manera, en la planta 4 se encuentran varios centros de conferencia, en la planta 5 se encuentran las instalaciones de la Tokyo Midtown Design Hub, el Tokyo Midtown Medical Center se encuentra en la sexta planta, de la planta 7 a la 44 se encuentran diversas oficinas y en la última planta no se encuentra un punto de observación como en muchos rascacielos de la zona, en este se encuentra el cuarto de máquinas.